# Municipio de Forman
El municipio de Forman (en inglés: Forman Township) es un municipio ubicado en el condado de Sargent en el estado estadounidense de Dakota del Norte. En el año 2010 tenía una población de 48 habitantes y una densidad poblacional de 0,52 personas por km².

## Geografía
El municipio de Forman se encuentra ubicado en las coordenadas 46°3′57″N 97°41′47″O / 46.06583, -97.69639. Según la Oficina del Censo de los Estados Unidos, el municipio tiene una superficie total de 91.49 km², de la cual 91,49 km² corresponden a tierra firme y (0 %) 0 km² es agua.

## Demografía
Según el censo de 2010, había 48 personas residiendo en el municipio de Forman. La densidad de población era de 0,52 hab./km². De los 48 habitantes, el municipio de Forman estaba compuesto por el 100 % blancos. Del total de la población el 0 % eran hispanos o latinos de cualquier raza.